# Prescottia
Prescottia – rodzaj naziemnych roślin z rodziny storczykowatych występujących w Ameryce Południowej i południowej Ameryce Północnej. Obejmuje ok. 20 znanych gatunków (26 nazw gatunkowych zweryfikowanych według The Plant List).

## Systematyka
Rodzaj sklasyfikowany do podplemienia Cranichidinae w plemieniu Cranichideae, podrodzina storczykowe (Orchidoideae), rodzina storczykowate (Orchidaceae), rząd szparagowce (Asparagales) w obrębie roślin jednoliściennych.
Wykaz gatunków
- Prescottia auyantepuiensis Carnevali & G.A.Romero
- Prescottia carnosa C.Schweinf.
- Prescottia congesta Pupulin
- Prescottia cordifolia Rchb.f.
- Prescottia densiflora (Brongn.) Lindl.
- Prescottia ecuadorensis C.O.Azevedo & Van den Berg
- Prescottia filiformis Schltr.
- Prescottia glazioviana Cogn.
- Prescottia gracilis Schltr.
- Prescottia lancifolia Lindl.
- Prescottia leptostachya Lindl.
- Prescottia lojana Dodson
- Prescottia montana Barb.Rodr.
- Prescottia mucugensis C.O.Azevedo & Van den Berg
- Prescottia nervosa Archila, Szlach. & Chiron
- Prescottia oligantha (Sw.) Lindl.
- Prescottia ostenii Pabst
- Prescottia petiolaris Lindl.
- Prescottia phleoides Lindl.
- Prescottia plantaginifolia Lindl. ex Hook.
- Prescottia polyphylla Porsch
- Prescottia sibundoyensis S.Nowak, Kolan., Medina Tr. & Szlach.
- Prescottia smithii Schltr.
- Prescottia spiranthophylla Barb.Rodr.
- Prescottia stachyodes (Sw.) Lindl.